# Golden Retriever
Golden Retriever este o rasă de câini de vânătoare populari în Regatul Unit și Scoția. Golden Retrieverii au nimerit în mod consecvent în vârful listei celor mai îndrăgiți câini de companie adresați familiei. Adesea, asociați cu copiii și viața suburbană, și cu dragostea lor față de apă, precum și cu abilitatea înnăscută de salvatori, de recuperatori, Golden Retriever-ii sunt parteneri și pentru mersul la vânătoare. Golden Retriverul a fost una dintre rasele de top în anul 2005.

## Istoric și origine
Primele înscrieri istorice cu privire la câinele Golden Retriever datează de la începutul secolului XIX, când rasa era un câine de vânătoare popular în Scoția. Rasa a fost creată în peninsulele britanice, cel mai probabil în urma încrucișării unui câine retriever cu părul lung, bej, cu un Tweed Water Spaniel cu păr scurt, sau a altor spanieli, setteri ori chiar a Terra Nova-ului cu Bloodhund-ul. Acest câine și-a făcut pentru prima dată apariția într-o expoziție de câini, Golden Flat-Coat. Ca și câine de talie mare, robust, rasa a fost apreciată pentru abilitatea sa de a vâna atât pe teren, cât și în apă. Vânătorii îi admirau calitățile atletice și sârguința, în timp ce membrii familiilor îi apreciau caracterul prietenos și tandru ale acestui câine. La sfârșitul secolului XIX, Golden Retriever-ul era binecunoscut în America de Nord și a fost înregistrat în American Kennel Club în 1925.
De-a lungul anilor câinii Golden Retriever au devenit utili și ca câini-călăuză pentru orbi, surzi sau alte persoane cu diferite handicapuri datorită inteligenței, disciplinei și temperamentului lor echilibrat, precum și datorită abilității lor de a înțelege de minune oamenii. Ei sunt antrenați și ca și câini de terapie pentru a aduce alinarea persoanelor internate în azile/spitale.
Golden Retriever-ii fac parte din grupa câinilor de vânătoare sau sportivi „de agrement” (AKC). Rasa este recunoscută de următoarele organizații și oficii internaționale: CKC, FCI, AKC, UKC, KCGB, CKC, ANKC, NKC, NZKC, APRI, ACR.

## Aspect exterior și dimensiuni

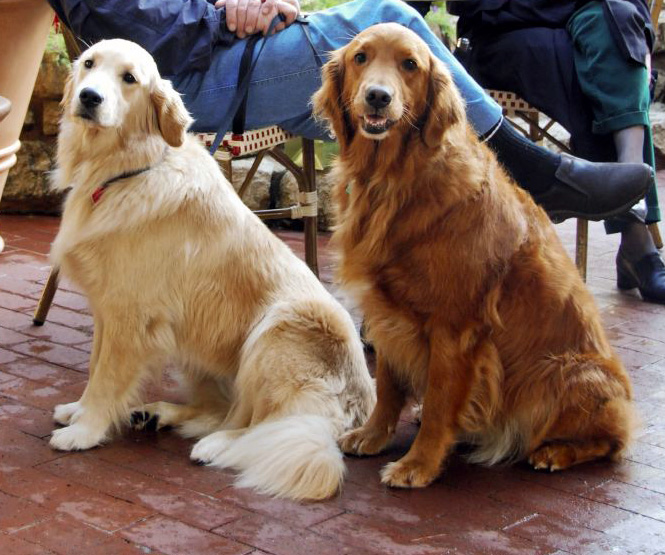
Câinii de această specie pot avea mai multe culori

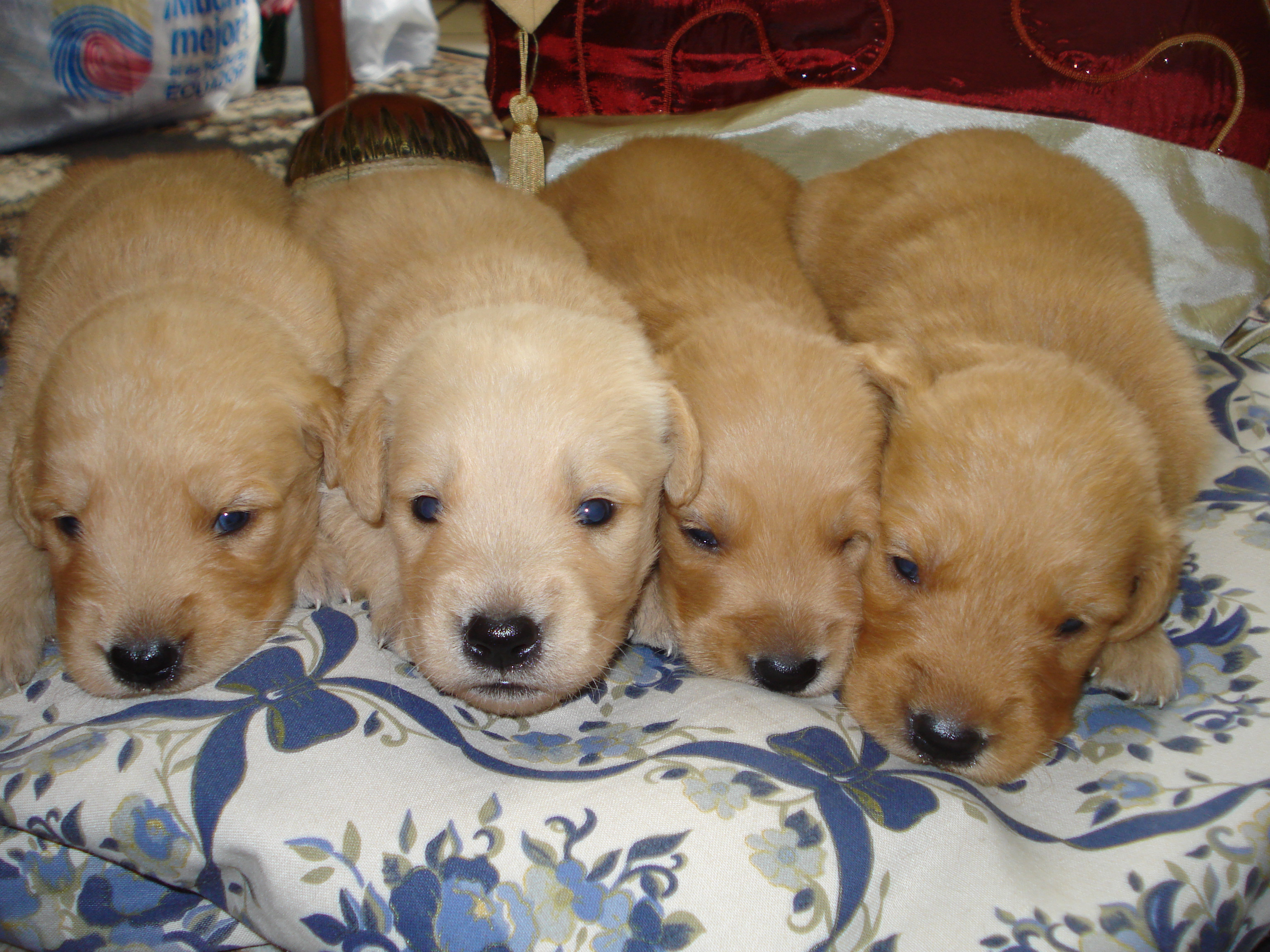
Pui de Golden Retriever

Golden Retriever-ul este un câine de talie medie, robust, bine proporționat, cu un cap relativ rotund, mai mult lat decât lung și ochi în diferite nuanțe de crem și auriu, cu gene închise la culoare. Botul este conic, dar lat, prevăzut cu un nas de culoare neagră. Stopul frontal este evident. Urechile acestui câine sunt de dimensiuni medii, triunghiulare și pendulante, căzând până aproximativ la nivelul fălcii. Gâtul și coapsele sunt musculoase. Pieptul este adânc. Coada este lungă, dar niciodată răsucită, acoperită de o blană abundentă, care îi dă aspectul unui steag.
Părul exterior impermeabil este gros, dens și moale, deși nu prea mătăsos. Puful de blană este relativ dens. Așa cum sugerează și numele rasei, culoarea robei este aurie sau o nuanță apropiată de auriu. Părul mai lung de o nuanță mai deschisă, cunoscut ca și coamă, este prezent pe fața posterioară a membrelor anterioare și coapsă, abdomen, pe jumătatea anterioară a gâtului și pe partea inferioară (vârful) cozii. Blana roșcată este considerată a fi o anomalie.
Golden Retriever-ul adult are o înălțime la greabăn de 56-61 cm la mascul și 51-56 cm la femelă și o greutate de 27-36 kg la mascul și 25-32 kg la femelă.

## Personalitate

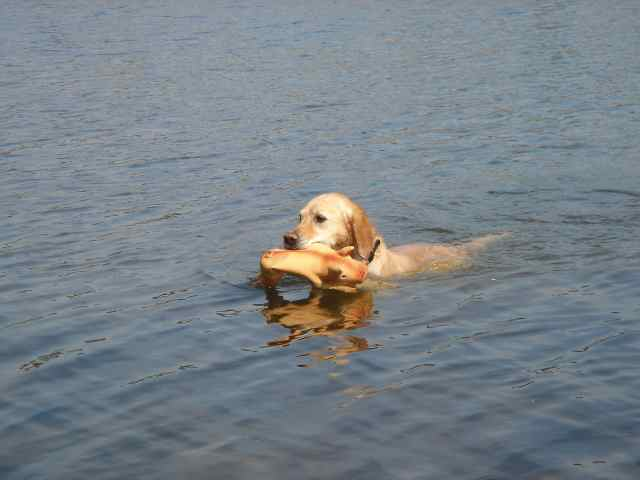
Golden Retriever recuperând o jucărie din apă

Golden Retriever-ul este un companion plin de viață și afectuos cu o personalitate calină. Dacă nu ar fi de talie mare, Golden Retriever-ii ar fi „câini de poală” (lapdog). Deși, în general, nu este un câine gălăgios, acest animal de casă anunță sosirea vizitatorilor. Foarte ușor de educat și dresat, Golden Retriever-ul este întotdeauna răbdător și gentil cu copiii. Sunt loiali, drăgălași și doritori de a face mereu pe plac stăpânului.
Prietenos cu toată lumea, inclusiv cu alți câini, Golden Retriever-ul are instincte diminuate de câine de protecție. Deși e puțin probabil să atace, Golden-ul este un câine de pază bun, lătrând sonor în cazul apropierii vreunui străin. Acest câine trebuie să fie în permanență în centrul atenției oamenilor pentru a fi pe deplin fericit. Dacă este izolat de oameni sau lăsat singur perioade lungi de timp, Golden-ul poate deveni răutăcios și neascultător. Pot fi exuberanți și distrugători când se plictisesc. Printre talentele Golden Retriever-ului se numară: vânătoarea, luarea urmei, recuperarea diferitor obiecte, detectarea narcoticelor, îndrumarea persoanelor cu handicap (orbi, surzi etc.), agilitatea și perspicacitatea. Sunt foarte buni câini înotători.

## Relațiile cu familia și casa

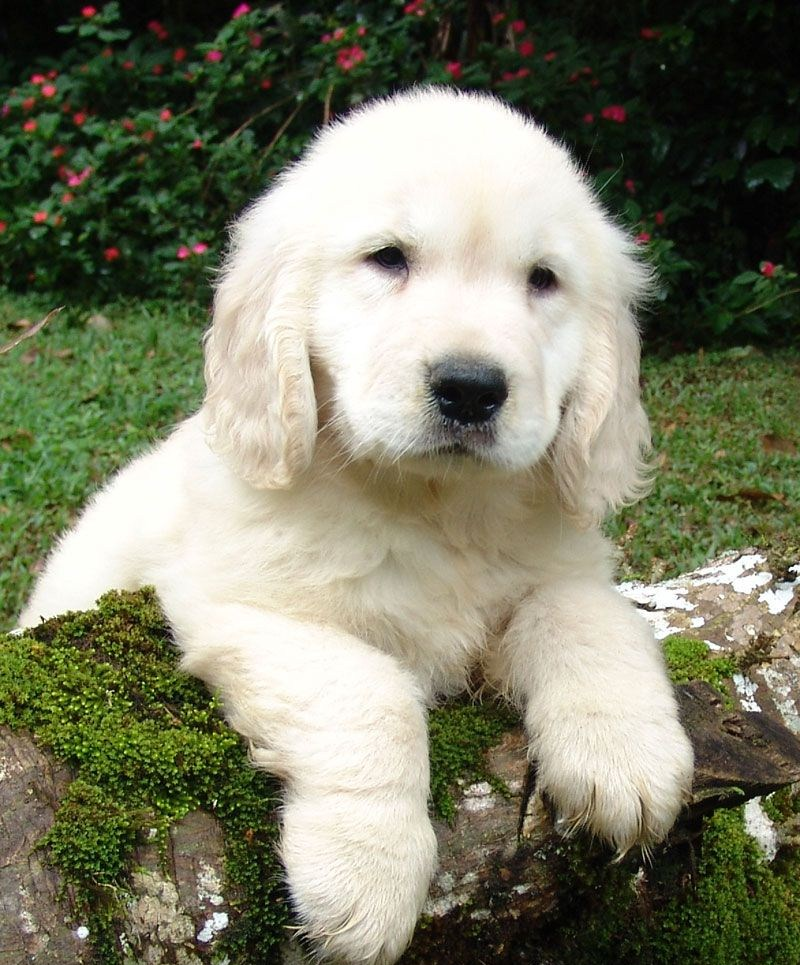

Golden Retriever-ul este un excelent câine de companie adresat familiilor cu copii sau alte animale de casă. Acest câine este o alegere potrivită pentru cei care dețin pentru prima dată un animal de companie demonstrând că proprietarul este capabil să întrețină un câine de talia și forța sa. Va fi mulțumit să trăiască într-un apartament, dacă i se va acorda puțin timp pentru mișcare. Sunt relativ activi în interior și se pot mulțumi cu cel puțin o curte de dimensiuni medii.

## Dresaj
Golden Retreiver-ul este un câine inteligent și foarte ușor de dresat. În afară de faptul că sunt vânători excelenți, această rasă a fost antrenată pentru a acompania persoanele invalide (câini-călăuză pentru orbi). Golden Retriever-ii sunt, de asemenea, utilizați pentru detectarea drogurilor și în acțiunile de căutare și salvare.

## Aspecte particulare

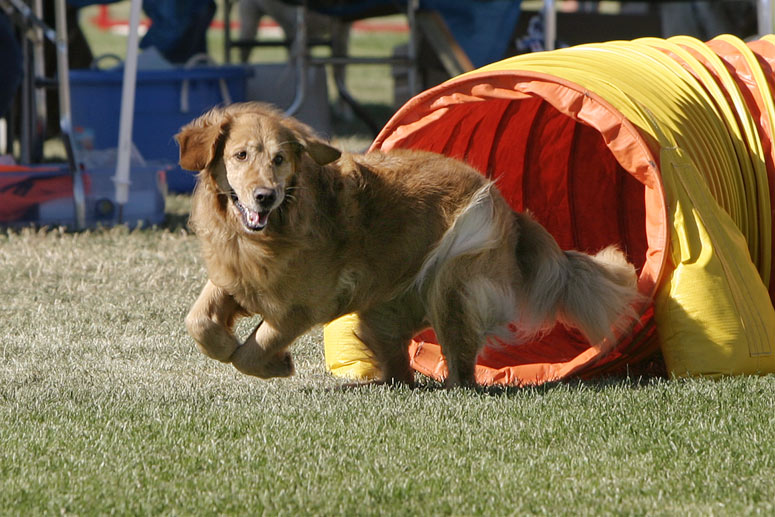
Acești câini trebuie să alerge zilnic

Golden Retriever-ii care vânează pe uscat și cărora li se permite să înoate necesită o atenție specială. Alergarea prin pădure poate cauza pătrunderea corpurilor străine de dimensiuni mici cum ar fi ciulinii sau alte plante sub pleoape sau în urechi. Suprafața ochiului sau urechea câinelui poate deveni iritată și inflamată.
Golden Retriever-ii trebuie, de asemenea, să beneficieze de un periat regulat cu o perie din păr de porc, o dată pe zi dacă este posibil, acordând o atenție deosebită pufului profund, des. Perierea contribuie la menținerea unei blăni sănătoase și lucioase a câinelui și la diminuarea căderii părului. Acesta este, de asemenea, un moment oportun pentru a descoperi eventualele mițe de păr care pot fi neplăcute pentru câinele de companie. Este mai sigur ca lațele lungi din blana câinelui să fie îndepărtate de un frizer profesionist sau un medic veterinar. În perioadele de năpârlire părul trebuie periat mai des. Toaletarea robei se va face cu săpun uscat sau prin îmbăiere numai când este necesar.
Golden Retriever-ul necesită mișcare zilnică, adorând să recupereze mingile sau alte jucării. Astfel, mișcarea necesară este foarte ușor de asigurat. Acest câine trebuie plimbat suficient dar nu hrănit în exces, întrucât are tendința la supraponderabilitate.
Să știți că atunci când cățelul dumneavoastră are între 6-7 luni poate avea lipsă de calciu(cățelul va sta jos mai tot timpul).Pentru a trata această lipsă de calciu mergeți la veterinar.

## Boli și afecțiuni

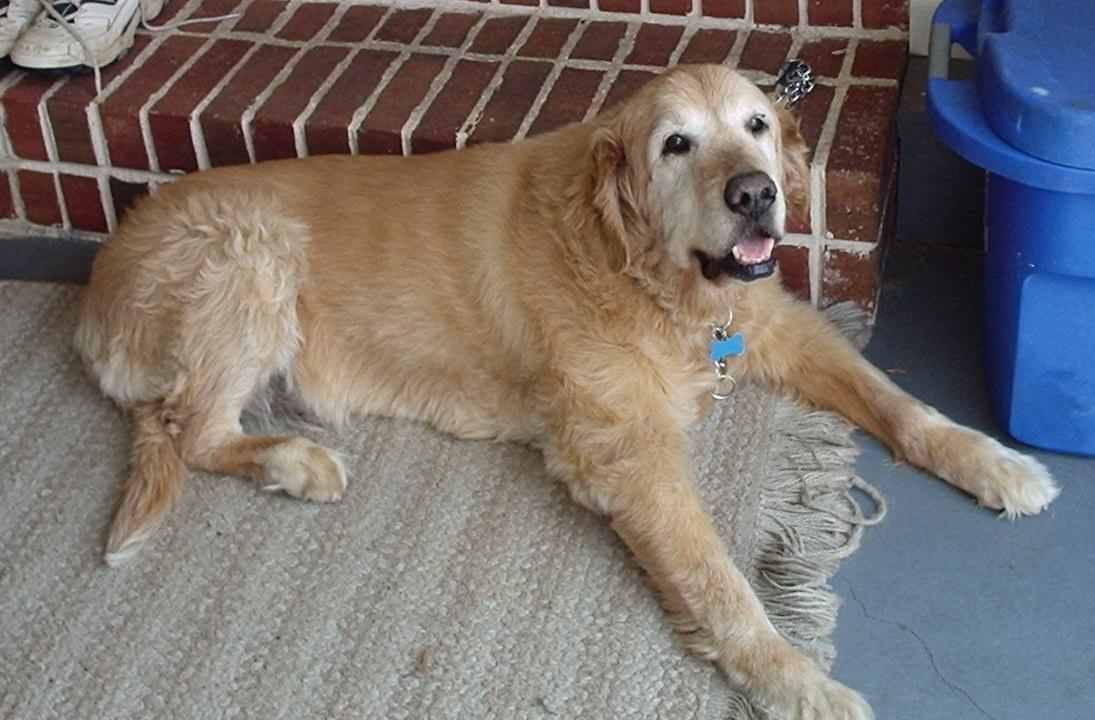
Golden Retriever la vârsta de 15 ani

În general, Golden Retriever-ul este un câine cu riscuri de sănătate reduse. Totuși, următoarele boli sau afecțiuni au fost relatate:
- Torsiunea (dilatația) gastrică, o afecțiune bruscă ce pune în pericol viața câinelui, asociată umplerii stomacului cu aer și torsionării acestuia;
- Displazia de șold, o malformație a articulației coxofemurale care are ca rezultat durerea, șchiopătarea și artrita, în ordinea enumerării;
- Epilepsia, o afecțiune a sistemului nervos care poate evolua la vârsta de 2-5 ani.

Alimentația necorespunzătoare determină la acest câine o leziune a pielii, numită eczemă umedă alimentară.
- Cataracta determină o pierdere a transparenței normale a cristalinului.Afecțiunea se poate produce la unul sau la ambii ochi și poate duce în timp la pierderea vederii.
- Diabetul este o afecțiune pancreatică asociată unei insuficiențe de insulină.
- Entropionul este o afecțiune a pleoapelor ce implică răsucirea spre interior a marginii libere a acestora. Genele de la nivelul marginii libere a pleoapelor irită suprafața globului ocular, putând duce la probleme mult mai grave.
- Hemangiosarcomul este un tip de cancer care poate avea ca rezultat tumori ale vascularizației splinei, ficatului sau cordului.
- Alte afecțiuni la care sunt predispuși: cancer, boala Von Willebrand, probleme cu inima și defecte congenitale ale ochilor. Pot face diverse alergii ale pielii și sunt predispuși la obezitate dacă nu sunt hrăniți corespunzător.

Dacă cățelul provine dintr-o linie în care ambii părinți au fost evaluați ca neavând probleme de displazie de șold sau probleme de ochi, atunci posibilitatea ca animalul să sufere de displazie de șold și probleme oftalmologice este în mare parte redusă.
Media de viață a Golden Retriever-ilor este de 9-15 ani. Ajung în medie la vârsta de 12 ani deși se întâmplă să trăiască până la vârsta de 16-17 ani.
1. ↑   http://www.fci.be/nomenclature/Standards/111g08-de.pdfmaximum Lipsește sau este vid: |title= (ajutor)